# Lake City (comté de Modoc, Californie)
Lake City est une census-designated place du comté de Modoc, dans l'État de Californie, aux États-Unis,. En 2020, elle compte une population de 71 habitants.